# 라스 무녜카스 데 라 마피아
《라스 무녜카스 데 라 마피아》(스페인어: Las muñecas de la mafia)은 2009년 방영된 콜롬비아의 텔레노벨라이다.